# Andy Butler
Pour les articles homonymes, voir Butler.
Andrew Butler est un ancien footballeur anglais né le 4 novembre 1983 à Doncaster. Il évoluait au poste de défenseur central.

## Biographie
Andy Butler joue principalement en faveur des clubs de Scunthorpe, Walsall, et Doncaster.
Il dispute 43 matchs en deuxième division anglaise, inscrivant deux buts. Il joue également plus de 300 matchs en troisième division anglaise.
Le 16 avril 2016, il est l'auteur d'un doublé avec les Doncaster Rovers, lors d'un match de troisième division contre Wigan.
Arrivé en fin de contrat à l'issue de la saison 2019-2020, Scunthorpe United ne lui propose pas de prolonger son bail, à l'instar de 10 autres joueurs du groupe professionnel.
L'11 septembre 2020, il rejoint Doncaster Rovers.

## Carrière
- 2002-2008 :  Scunthorpe United
- octobre 2006-novembre 2006 :  Grimsby Town (prêt)
- 2008-2010 :  Huddersfield Town
- janvier 2010-2010 :   Blackpool FC (prêt)
- novembre 2010-2014 :  Walsall FC
- 2014-2015 :  Sheffield United
- 2014-2015 :  Doncaster Rovers (prêt)
- 2015-2019 :  Doncaster Rovers
- Depuis 2019 :  Scunthorpe United

## Palmarès
- Scunthorpe United
  - Champion d'Angleterre de League One en 2007